# 伊萬尼夫卡 (羅茲索沙市鎮)
49°15′32″N 27°8′26″E / 49.25889°N 27.14056°E
伊萬尼夫卡（烏克蘭語：Іванівка）是位於烏克蘭西部的村莊，由赫梅利尼茨基州裡赫梅利尼茨基區的羅茲索沙市鎮負責管轄。該村面積0.87平方公里，海拔高度332米，2001年人口185，人口密度每平方公里212.2人。